# Líbero (Perú)
Líbero es un diario deportivo peruano, propiedad del Grupo La República. Fundado el 5 de junio de 1995, es el periódico de su rubro más vendido en el país, y su portal por internet es el sitio web de tinte deportivo más visitado al nivel nacional, de acuerdo con un estudio realizado por Comscore MMX Multiplatform de abril de 2023. Poseía una distribución de 130 mil ejemplares diarios en 2018.
El periódico posee ediciones diferentes para Lima, Chiclayo, Arequipa e Iquitos y además posee una edición nacional para todo el país.
Lanzó su página web en 2000. Su contenido está enfocado en fútbol peruano, fútbol internacional y otros deportes, además de ofrecer cobertura para el ocio y el entretenimiento.

## Historia
El 5 de junio de 1995, el periódico deportivo Líbero se lanzó en un contexto donde ya existían competidores establecidos como El Bocón, Todo Sport y Ovación. La Compañía Impresora Peruana S.A., ahora conocida como Grupo La República Publicaciones S.A., identificó un segmento de mercado que no estaba completamente satisfecho con la calidad y el precio de los diarios deportivos disponibles en ese momento. También se reconoció la falta de cobertura deportiva en algunas zonas rurales.
Con el objetivo de atender estas necesidades, Líbero propuso contenido deportivo a precios accesibles, centrándose en regiones que anteriormente no eran el foco principal de la prensa tradicional. Bajo la dirección de Gustavo Mohme Llona, por entonces presidente de la Compañía Impresora Peruana S.A., se concibió la idea de un nuevo periódico deportivo, inicialmente denominado "Ra". Tras realizar estudios de mercado y grupos focales, el concepto evolucionó y finalmente se lanzó Líbero el 5 de junio de 1995. Este periódico se distinguió por su diseño moderno y el uso de color, a diferencia de la competencia que publicaba principalmente en blanco y negro. Su precio de lanzamiento, más bajo que el de sus competidores y su distribución a nivel nacional, facilitaron su aceptación en el mercado.
Gerardo Sosaya Saavedra, primer director de Líbero, precisó que el diario se diferenció por obtener exclusivas y adoptar un estilo directo y crítico. Aunque el fútbol fue su principal enfoque, la marca expandió su cobertura a otros deportes menos seguidos, diversificando su contenido. En 1996, Líbero empleó estrategias de marketing innovadoras, como incluir pósteres a color y coleccionables de fútbol internacional, apuntando a captar una audiencia joven. Estas estrategias le permitieron superar en ventas a nivel nacional a competidores como El Bocón, distribuyendo hasta 250,000 ejemplares diarios y liderando en ciudades clave como Piura, Chiclayo y Arequipa.
En 2011, bajo la dirección de Carlos Salinas Guerrero, Líbero expandió su edición en Lima de 16 a 24 páginas, aumentando su contenido deportivo para apelar a una audiencia más amplia y joven.

## Secciones
- Fútbol Peruano
- Fútbol Internacional
- Más Deportes
- Ocio y Tendencias
- México y Coyuntura internacional
- Autos
- Bienestar
- Esports
- Tecnología

## Columnistas
- Carlos Salinas Guerrero
- Diego Sotomayor
- Gustavo Peralta
- José Carlos Giles
- Milagros Crisanto
- Sandra Morales
- Sandro Bazán
- Wilfredo Inostroza

## Redes sociales
- Pedro Candela
- Axel Belapatiño
- Arnold Bazán
- Martín Navarro
- Melanie Mora